# 子貝諸文
子貝 諸文（おがい もろぶみ、1842年（天保13年8月） - 1922年（大正11年）11月28日）は、幕末から大正期の歌人。号は鑑古堂。
尾張国（現愛知県）出身。尾張国熱田中瀬町で魚問屋を営む傍ら、小出粲（宮内省文学御用掛・御歌所寄人・主事）、中村守手（国学者）、八田知紀（宮中歌所所長）の門人でもあり、歌人として活動していた。